# صندوق سدكو كابيتال ريت
صندوق سدكو كابيتال ريت هو صندوق استثمار عقاري متداول مقفل متوافق مع ضوابط الشريعة الإسلامية. ويعمل الصندوق وفقاً للائحة صناديق الاستثمار العقاري والتعليمات الخاصة بصناديق الاستثمار العقارية المتداولة الصادرة عن هيئة السوق المالية.

## الهدف الاستثماري
ويتمثل النشاط الرئيسي لشركة سدكو كابيتال، والتي تتخذ من مدينة جدة بالمملكة العربية السعودية مقرًا لها، في إدارة الثروات وإدارة الأصول والخدمات الاستشارية وتمويل الشركات وخدمات الحفظ للأفراد ذوي الملاءة المالية العالية، والمكاتب العائلية والمؤسسات المالية والسيادية، ويضم فريق الاستثمار لدى سدكو كابيتال مهنيين ذوي خبرات مختلفة في مجالات إدارة الأصول والاستثمارات المصرفية. ويشار إلى أن سدكو كابيتال من الأطراف الموقعة على مبادئ الأمم المتحدة للاستثمار المسؤول UNPRIوهو الإطار القائم على مبدأ يهدف إلى تشجيع الأخذ بعين الاعتبار الخصائص البيئية والاجتماعية وأخرى تتعلق بالحوكمة عند الاستثمار وتحليل مخاطر للاستثمار ESG.

## الهيئة الشرعية
تم اعتماد الصندوق على أنه صندوق استثمار متوافق مع المعايير الشرعية المجازة من قبل الهيئة الشرعية المعينة.

## مدير الصندوق
شركة سدكو كابيتال بإدارة الصندوق، وهي شركة سعودية مساهمة مقفلة مُرخصة من جانب الهيئة كـشخص مرخص له.

## وصلات خارجية
- سدكو كابيتال ريت حقائق وأرقام